# 민규동
민규동(1970년 9월 12일 - )은 대한민국의 영화 감독, 영화 각본가, 영화 제작자이다.
여러 단편영화들을 만든 뒤, 1999년에 《여고괴담 두 번째 이야기》의 각본과 감독을 맡으면서 장편영화 감독으로 데뷔하였으며 이 영화로 제36회 백상예술대상 신인 감독상을 수상하였다. 그 뒤로 《내 생애 가장 아름다운 일주일》, 《서양골동양과자점 앤티크》, 《오감도》, 《세상에서 가장 아름다운 이별》, 《내 아내의 모든 것》 등등의 영화 각본을 쓰고 직접 감독하였다. 그밖에 제작자로서 영화 《김종욱 찾기》를 제작하기도 하였다.

## 학력
- 서울대학교 경제학과 학사
- 한국영화아카데미 13기 수료
- 프랑스 파리 제8대학교 영화과 석사

## 참여 작품
- 1999년 《여고괴담 두번째 이야기》 - 각본, 연출
- 2005년 《내 생애 가장 아름다운 일주일》 - 각본, 연출
- 2007년 《열세살 수아》 - 기획
- 2008년 《서양골동양과자점 앤티크》 - 각본, 연출, 음악
- 2009년 《오감도》 - 각본, 연출
- 2009년 《키친》 - 제작
- 2010년 《김종욱 찾기》 - 제작
- 2011년 《세상에서 가장 아름다운 이별》 - 각본, 연출
- 2012년 《내 아내의 모든 것》 - 각본, 연출
- 2012년 《무서운 이야기》 - 각본, 연출
- 2013년 《끝과 시작》 - 각본, 연출
- 2013년 《무서운 이야기 2》 - 각본, 연출
- 2015년 《간신》 - 연출
- 2018년 《허스토리》 - 연출
- 2020년 《시네마틱드라마 SF8 - 간호중》 - 기획, 각본, 연출

## 경력
- 2010년 제9회 미쟝센 단편 영화제 멜로드라마부문 심사위원
- 2011년 제10회 미장센 단편 영화제 심사위원장
- 2012년 제11회 미장센 단편 영화제 사랑에관한짧은필름부문 심사위원

## 수상 경력
- 1996년 제22회 서울독립영화제 심사위원특별상
- 1998년 제3회 부산 아시아 단편 영화제 작품상
- 1998년 제3회 부산 아시아 단편 영화제 관객상
- 1998년 제3회 부산 아시아 단편 영화제 매스컴상
- 2000년 제36회 백상예술대상 영화부문 신인감독상
- 2001년 제7회 슬램댄스 영화제 최우수촬영상
- 2001년 제10회 베르자우베르트 영화제 최우수작품상
- 2002년 제7회 부산국제영화제 PPP 코닥상
- 2005년 제13회 춘사대상영화제 각본상 《내 생애 가장 아름다운 일주일》
- 2005년 제13회 춘사대상영화제 심사위원특별상 《내 생애 가장 아름다운 일주일》
- 2008년 문화체육관광부 오늘의 젊은 예술가상 영화부문
- 2018년 제18회 디렉터스 컷 시상식 올해의 특별언급 《허스토리》

## 참고 자료
- 민규동 네이버 인물검색